# Liste der Monuments historiques in Moyeuvre-Petite
Die Liste der Monuments historiques in Moyeuvre-Petite führt die Monuments historiques in der französischen Gemeinde Moyeuvre-Petite auf.

## Liste der Objekte
| Bezeichnung               | Beschreibung                                    | Standort                                 | Kennzeichnung | Schutzstatus | Datum | Bild |
| ------------------------- | ----------------------------------------------- | ---------------------------------------- | ------------- | ------------ | ----- | ---- |
| Skulptur Heiliger Juvinus | Holz, farbig gefasst, Ende des 15. Jahrhunderts | in der Kirche St-Pierre-aux-Liens (Lage) | PM57000241    | Classé       | 1984  |      |